# Nasielsk (gemeente)
De gemeente Nasielsk is een stad- en landgemeente in het Poolse woiwodschap Mazovië, in powiat Nowodworski (Mazovië).
De zetel van de gemeente is in Nasielsk.
Op 30 juni 2004 telde de gemeente 19 138 inwoners.

## Oppervlakte gegevens
In 2002 bedroeg de totale oppervlakte van gemeente Nasielsk 202,47 km², waarvan:
- agrarisch gebied: 82%
- bossen: 10%

De gemeente beslaat 29,27% van de totale oppervlakte van de powiat.

## Demografie
Stand op 30 juni 2004:
| Omschrijving                   | Totaal | Totaal | Vrouwen | Vrouwen | Mannen | Mannen |
| ------------------------------ | ------ | ------ | ------- | ------- | ------ | ------ |
| eenheid                        | aantal | %      | aantal  | %       | aantal | %      |
| inwoners                       | 19 138 | 100    | 9684    | 50,6    | 9454   | 49,4   |
| bevolkingsdichtheid (inw./km²) | 94,5   | 94,5   | 47,8    | 47,8    | 46,7   | 46,7   |

In 2002 bedroeg het gemiddelde inkomen per inwoner 1265,22 zł.

## Administratieve plaatsen (sołectwo)
Aleksandrowo, Andzin, Borkowo, Broninek, Budy Siennickie, Cegielnia Psucka, Chechnówka, Chlebiotki, Chrcynno, Cieksyn, Czajki, Dąbrowa, Dębinki, Dobra Wola, Głodowo Wielkie, Jackowo Dworskie, Jackowo Włościańskie, Jaskółowo, Kątne, Kędzierzawice, Konary, Kosewo, Krogule, Krzyczki-Pieniążki, Krzyczki Szumne, Krzyczki-Żabiczki, Lelewo, Lorcin, Lubomin, Lubominek, Malczyn, Mazewo Dworskie A, Mazewo Włościańskie, Miękoszyn, Miękoszynek, Mogowo, Mokrzyce Dworskie, Mokrzyce Włościańskie, Morgi, Nowa Wieś, Nowa Wrona, Nowe Pieścirogi, Nowiny, Nuna, Paulinowo, Pianowo, Pniewo, Pniewska Górka, Popowo Borowe, Popowo-Południe, Popowo-Północ, Psucin, Ruszkowo, Siennica, Słustowo, Stare Pieścirogi, Studzianki, Toruń Dworski, Toruń Włościański, Wągrodno, Wiktorowo, Winniki, Zaborze, Żabiczyn.

## Aangrenzende gemeenten
Joniec, Nowe Miasto, Pomiechówek, Serock, Świercze, Winnica, Zakroczym